# Velká cena Nizozemska silničních motocyklů 2024
Velká cena Nizozemska (oficiálně Motul TT Assen) byla osmým závodním víkendem mistrovství světa silničních motocyklů 2024 kategorií MotoGP, Moto2 a Moto3 a zároveň pátý závodní víkend kategorie MotoE. Konala se 28. - 30. června na okruhu TT Circuit Assen.

## Okruh
| TT Circuit Assen | TT Circuit Assen |
| ---------------- | ---------------- |
|                  |                  |
| Délka            | 4.542 km         |
| Počet zatáček    | 18               |

## Časový harmonogram
| Datum      | Třída  | Aktivita        | Start           |
| ---------- | ------ | --------------- | --------------- |
| 28. června | MotoE  | Trénink 1       | 8:30 (15 min.)  |
| 28. června | Moto3  | Volný trénink   | 9.00 (35 min.)  |
| 28. června | Moto2  | Volný trénink   | 9:50 (40 min.)  |
| 28. června | MotoGP | Volný trénink 1 | 10:45 (45 min.) |
| 28. června | MotoE  | Trénink 2       | 12:25 (15 min.) |
| 28. června | Moto3  | Trénink 1       | 13:15 (50 min.) |
| 28. června | Moto2  | Trénink 1       | 14:05 (40 min.) |
| 28. června | MotoGP | Trénink         | 15:00 (60 min.) |
| 28. června | MotoE  | Kvalifikace 1   | 17:05 (10 min.) |
| 28. června | MotoE  | Kvalifikace 2   | 17:25 (10 min.) |
| 29. června | Moto3  | Trénink 2       | 8:40 (30 min.)  |
| 29. června | Moto2  | Trénink 2       | 9:25 (30 min.)  |
| 29. června | MotoGP | Volný trénink 2 | 10:10 (55 min.) |
| 29. června | MotoGP | Kvalifikace 1   | 10:50 (15 min.) |
| 29. června | MotoGP | Kvalifikace 2   | 11:15 (15 min.) |
| 29. června | MotoE  | Závod 1         | 12:15 (7 kol)   |
| 29. června | Moto3  | Kvalifikace 1   | 12:50 (15 min.) |
| 29. června | Moto3  | Kvalifikace 2   | 13:15 (15 min.) |
| 29. června | Moto2  | Kvalifikace 1   | 13:45 (15 min.) |
| 29. června | Moto2  | Kvalifikace 2   | 14:10 (15 min.) |
| 29. června | MotoGP | Sprint          | 15:00 (13 kol)  |
| 29. června | MotoE  | Závod 2         | 16:10 (7 kol)   |
| 30. června | MotoGP | Warm Up         | 9:40 (10 min.)  |
| 30. června | Moto3  | Závod           | 11:00 (20 kol)  |
| 30. června | Moto2  | Závod           | 12:15 (22 kol)  |
| 30. června | MotoGP | Závod           | 14:00 (26 kol)  |
| Zdroj:     |        |                 |                 |

## Startovní listina
| #      | Jezdec                  | Tým                               | Motocykl                |
| MotoGP | MotoGP                  | MotoGP                            | MotoGP                  |
| ------ | ----------------------- | --------------------------------- | ----------------------- |
| 1      | Francesco Bagnaia       | Ducati Lenovo Team                | Ducati Desmosedici GP24 |
| 5      | Johann Zarco            | Castrol Honda LCR                 | Honda RC213V            |
| 10     | Luca Marini             | Repsol Honda Team                 | Honda RC213V            |
| 12     | Maverick Vińales        | Aprilia Racing                    | Aprilia RS-GP24         |
| 20     | Fabio Quartararo        | Monster Energy Yamaha MotoGP Team | Yamaha YZR-M1           |
| 21     | Franco Morbidelli       | Prima Pramac Racing               | Ducati Desmosedici GP24 |
| 23     | Enea Bastianini         | Ducati Lenovo Team                | Ducati Desmosedici GP24 |
| 25     | Raúl Fernández          | Trackhouse Racing                 | Aprilia RS-GP23         |
| 30     | Takaaki Nakagami        | Castrol Honda LCR                 | Honda RC213V            |
| 31     | Pedro Acosta            | Red Bull GasGas Tech3             | KTM RC16                |
| 32     | Lorenzo Savadori        | Aprilia Racing                    | Aprilia RS-GP24         |
| 33     | Brad Binder             | Red Bull KTM Factory Racing       | KTM RC16                |
| 36     | Joan Mir                | Repsol Honda Team                 | Honda RC213V            |
| 37     | Augusto Fernández       | Red Bull GasGas Tech3             | KTM RC16                |
| 41     | Aleix Espargaró         | Aprilia Racing                    | Aprilia RS-GP24         |
| 42     | Álex Rins               | Monster Energy Yamaha MotoGP Team | Yamaha YZR-M1           |
| 43     | Jack Miller             | Red Bull KTM Factory Racing       | KTM RC16                |
| 49     | Fabio Di Giannantonio   | Pertamina Enduro VR46 Racing Team | Ducati Desmosedici GP23 |
| 72     | Marco Bezzecchi         | Pertamina Enduro VR46 Racing Team | Ducati Desmosedici GP23 |
| 73     | Álex Márquez            | Gresini Racing MotoGP             | Ducati Desmosedici GP23 |
| 88     | Miguel Oliveira         | Trackhouse Racing                 | Aprilia RS-GP24         |
| 89     | Jorge Martín            | Prima Pramac Racing               | Ducati Desmosedici GP24 |
| 93     | Marc Márquez            | Gresini Racing MotoGP             | Ducati Desmosedici GP23 |
| Moto2  |                         |                                   |                         |
| #      | Jezdec                  | Tým                               | Motocykl                |
| 3      | Sergio García           | MT Helmets - MSi                  | Boscoscuro B-24         |
| 5      | Jaume Masià             | Pertamina Mnadalika Gas Up Team   | Kalex Moto2             |
| 7      | Barry Baltus            | RW-Idrofoglia Racing GP           | Kalex Moto2             |
| 10     | Diogo Moreira           | Italtrans Racing Team             | Kalex Moto2             |
| 11     | Álex Escrig             | Klint Forward Factory Team        | Forward F2              |
| 13     | Celestino Vietti        | Red Bull KTM Ajo                  | Kalex Moto2             |
| 14     | Tony Arbolino           | Elf Marc VDS Racing Team          | Kalex Moto2             |
| 15     | Darryn Binder           | Liqui Moly Husqvarna Intact GP    | Kalex Moto2             |
| 16     | Joe Roberts             | OnlyFans American Racing Team     | Kalex Moto2             |
| 17     | Daniel Muñoz            | Pertamina Mnadalika Gas Up Team   | Kalex Moto2             |
| 18     | Manuel González         | QJmotor Gresini Moto2             | Kalex Moto2             |
| 20     | Xavi Cardelús           | Fantic Racing                     | Kalex Moto2             |
| 21     | Alonso López            | Speed Up Racing                   | Boscoscuro B-24         |
| 22     | Ayumu Sasaki            | Yamaha VR46 Master Camp Team      | Kalex Moto2             |
| 24     | Marcos Ramírez          | OnlyFans American Racing Team     | Kalex Moto2             |
| 28     | Izan Guevara            | CFMoto Aspar Team                 | Kalex Moto2             |
| 32     | Marcel Schrötter        | Red Bull KTM Ajo                  | Kalex Moto2             |
| 34     | Mario Aji               | Idemitsu Honda Team Asia          | Kalex Moto2             |
| 35     | Somkiat Chantra         | Idemitsu Honda Team Asia          | Kalex Moto2             |
| 43     | Xavier Artigas          | Klint Forward Factory Team        | Forward F2              |
| 44     | Arón Canet              | Fantic Racing                     | Kalex Moto2             |
| 52     | Jeremy Alcoba           | Yamaha VR46 Master Camp Team      | Kalex Moto2             |
| 54     | Fermín Aldeguer         | Speed Up Racing                   | Boscoscuro B-24         |
| 64     | Bo Bendsneyder          | Pertamina Mnadalika Gas Up Team   | Kalex Moto2             |
| 71     | Dennis Foggia           | Italtrans Racing Team             | Kalex Moto2             |
| 75     | Albert Arenas           | QJmotor Gresini Moto2             | Kalex Moto2             |
| 79     | Ai Ogura                | MT Helmets - MSi                  | Boscoscuro B-24         |
| 81     | Senna Agius             | Liqui Moly Husqvarna Intact GP    | Kalex Moto2             |
| 84     | Zonta van den Goorbergh | RW-Idrofoglia Racing GP           | Kalex Moto2             |
| 96     | Jake Dixon              | CFMoto Aspar Team                 | Kalex Moto2             |
| Moto3  |                         |                                   |                         |
| #      | Jezdec                  | Tým                               | Motocykl                |
| 5      | Tatchakorn Buasri       | Honda Team Asia                   | Honda NSF250RW          |
| 6      | Ryusei Yamanaka         | MT Helmets -MSi                   | KTM RC250GP             |
| 7      | Filippo Farioli         | Sic58 Squadra Corse               | Honda NSF250RW          |
| 10     | Nicola Carraro          | LevelUp - MTA                     | KTM RC250GP             |
| 12     | Jacob Roulstone         | Red Bull GasGas Tech3             | Gas Gas RC250GP         |
| 18     | Matteo Bertelle         | Rivacold Snipers Team             | Honda NSF250RW          |
| 19     | Scott Ogden             | MLav Racing                       | Honda NSF250RW          |
| 22     | David Almansa           | Rivacold Snipers Team             | Honda NSF250RW          |
| 24     | Tatsuki Suzuki          | Liqui Moly Husqvarna Intact GP    | Husqvarna FR250GP       |
| 31     | Adrián Fernández        | Leopard Racing                    | Honda NSF250RW          |
| 36     | Ángel Piqueras          | Leopard Racing                    | Honda NSF250RW          |
| 48     | Iván Ortolá             | MT Helmets - MSi                  | KTM RC250GP             |
| 54     | Riccardo Rossi          | CIP Green Power                   | KTM RC250GP             |
| 55     | Noah Dettwiler          | CIP Green Power                   | KTM RC250GP             |
| 58     | Luca Lunetta            | Sic58 Squadra Corse               | Honda NSF250RW          |
| 64     | David Muńoz             | Boé Motorsports                   | KTM RC250GP             |
| 66     | Joel Kelso              | Boé Motorsports                   | KTM RC250GP             |
| 70     | Joshua Whatley          | MLav Racing                       | Honda NSF250RW          |
| 72     | Taiyo Furusato          | Honda Team Asia                   | Honda NSF250RW          |
| 78     | Joel Esteban            | CFMoto Aspar Team                 | CFMoto Moto3            |
| 80     | David Alonso            | CFMoto Aspar Team                 | CFMoto Moto3            |
| 82     | Stefano Nepa            | LevelUp - MTA                     | KTM RC250GP             |
| 95     | Collin Veijer           | Liqui Moly Husqvarna Intact GP    | Husqvarna FR250GP       |
| 96     | Daniel Holgado          | Red Bull Gas Gas Tech3            | Gas Gas RC250GP         |
| 99     | José Antonio Rueda      | Red Bull KTM Ajo                  | KTM RC250GP             |
| MotoE  |                         |                                   |                         |
| #      | Jezdec                  | Tým                               | Motocykl                |
| 3      | Lukas Tulovic           | Dynavolt Intact GP MotoE          | Ducati V21L             |
| 4      | Héctor Garzó            | Dynavolt Intact GP MotoE          | Ducati V21L             |
| 6      | Maria Herrera           | Klint Forward Factory Team        | Ducati V21L             |
| 7      | Chaz Davies             | Aruba Cloud MotoE Racing Team     | Ducati V21L             |
| 9      | Andrea Mantovani        | Klint Forward Factory Team        | Ducati V21L             |
| 11     | Matteo Ferrari          | Felo Gresini MotoE                | Ducati V21L             |
| 21     | Kevin Zannoni           | Openbank Aspar Team               | Ducati V21L             |
| 29     | Nicholas Spinelli       | Tech3 E-Racing                    | Ducati V21L             |
| 34     | Kevin Manfredi          | Ongetta Sic58 Squadra Corse       | Ducati V21L             |
| 40     | Mattia Casadei          | LCR E-Team                        | Ducati V21L             |
| 51     | Eric Granado            | LCR E-Team                        | Ducati V21L             |
| 55     | Massimo Roccoli         | Ongetta Sic58 Squadra Corse       | Ducati V21L             |
| 61     | Alessandro Zaccone      | Tech3 E-Racing                    | Ducati V21L             |
| 72     | Alessio Finello         | Felo Gresini MotoE                | Ducati V21L             |
| 77     | Miquel Pons             | Axxis – MSI                       | Ducati V21L             |
| 80     | Armando Pontone         | Aruba Cloud MotoE Racing Team     | Ducati V21L             |
| 81     | Jordi Torres            | Openbank Aspar Team               | Ducati V21L             |
| 99     | Oscar Gutiérrez         | Axxis – MSI                       | Ducati V21L             |

## MotoGP

### Kvalifikace
| *                                                     | *                                                 | *                                                 |
| _______1_______ Francesco Bagnaia Ducati 1:30.540     |                                                   |                                                   |
|                                                       | _______2_______ Maverick Viñales Aprilia 1:30.951 |                                                   |
|                                                       |                                                   | _______3_______ Álex Márquez Ducati 1:30.979      |
| _______4_______ Fabio Di Giannantonio Ducati 1:31.274 |                                                   |                                                   |
|                                                       | _______5_______ Jorge Martín Ducati 1:30.621      |                                                   |
|                                                       |                                                   | _______6_______ Marc Márquez Ducati 1:31.378      |
| _______7_______ Franco Morbidelli Ducati 1:31.405     |                                                   |                                                   |
|                                                       | _______8_______ Brad Binder KTM 1:31.479          |                                                   |
|                                                       |                                                   | _______9_______ Pedro Acosta KTM 1:31.482         |
| _______10_______ Enea Bastianini Ducati 1:31.628      |                                                   |                                                   |
|                                                       | _______11_______ Raúl Fernández Aprilia 1:31.928  |                                                   |
|                                                       |                                                   | _______12_______ Fabio Quartararo Yamaha 1:31.620 |
| _______13_______ Jack Miller KTM 1:31.903             |                                                   |                                                   |
|                                                       | _______14_______ Marco Bezzecchi Ducati 1:31.997  |                                                   |
|                                                       |                                                   | _______15_______ Álex Rins Yamaha 1:32.108        |
| _______16_______ Miguel Oliveira Aprilia 1:32.123     |                                                   |                                                   |
|                                                       | _______17_______ Johann Zarco Honda 1:32.260      |                                                   |
|                                                       |                                                   | _______18_______ Joan Mir Honda 1:32.497          |
| _______19_______ Luca Marini Honda 1:32.627           |                                                   |                                                   |
|                                                       | _______20_______ Augusto Fernández KTM 1:32.669   |                                                   |
|                                                       |                                                   | _______21_______ Takaaki Nakagami Honda 1:33.030  |
| ----------------------------------------------------- | ------------------------------------------------- | ------------------------------------------------- |

Zdroj

### Sprint
| Pozice | Jezdec                | Motocykl | Kola | Čas               | Body |
| ------ | --------------------- | -------- | ---- | ----------------- | ---- |
| 1      | Francesco Bagnaia     | Ducati   | 13   | 19:58.090         | 12   |
| 2      | Jorge Martín          | Ducati   | 13   | +2.355            | 9    |
| 3      | Maverick Vińales      | Aprilia  | 13   | +4.103            | 7    |
| 4      | Enea Bastianini       | Ducati   | 13   | +6.377            | 6    |
| 5      | Fabio Di Giannantonio | Ducati   | 13   | +8.869            | 5    |
| 6      | Brad Binder           | KTM      | 13   | +9.727            | 4    |
| 7      | Fabio Quartararo      | Yamaha   | 13   | +10.828           | 3    |
| 8      | Álex Márquez          | Ducati   | 13   | +13.196           | 2    |
| 9      | Franco Morbidelli     | Ducati   | 13   | +13.560           | 1    |
| 10     | Pedro Acosta          | KTM      | 13   | +15.972           |      |
| 11     | Marco Bezzecchi       | Ducati   | 13   | +16.036           |      |
| 12     | Miguel Oliveira       | Aprilia  | 13   | +16.082           |      |
| 13     | Jack Miller           | KTM      | 13   | +18.739           |      |
| 14     | Joan Mir              | Honda    | 13   | +21.791           |      |
| 15     | Augusto Fernández     | KTM      | 13   | +22.450           |      |
| 16     | Johann Zarco          | Honda    | 13   | +23.690           |      |
| 17     | Raúl Fernández        | Aprilia  | 13   | +24.430           |      |
| 18     | Takaaki Nakagami      | Honda    | 13   | +29.568           |      |
| 19     | Álex Rins             | Yamaha   | 13   | +1:23.553         |      |
| DNF    | Aleix Espargaró       | Aprilia  | 12   | Pád               |      |
| DNF    | Lorenzo Savadori      | Aprilia  | 4    | Pád               |      |
| DNF    | Luca Marini           | Honda    | 4    | Technický problém |      |
| DNF    | Marc Márquez          | Ducati   | 1    | Pád               |      |
| Zdroj  |                       |          |      |                   |      |

### Závod
| Pozice | Jezdec                | Motocykl | Kola | Čas                       | Body |
| ------ | --------------------- | -------- | ---- | ------------------------- | ---- |
| 1      | Francesco Bagnaia     | Ducati   | 26   | 40:07.214                 | 25   |
| 2      | Jorge Martín          | Ducati   | 26   | +3.676                    | 20   |
| 3      | Enea Bastianini       | Ducati   | 26   | +7.073                    | 16   |
| 4      | Fabio Di Giannantonio | Ducati   | 26   | +8.299                    | 13   |
| 5      | Maverick Vińales      | Aprilia  | 26   | +8.258*                   | 11   |
| 6      | Brad Binder           | KTM      | 26   | +16.005                   | 10   |
| 7      | Álex Márquez          | Ducati   | 26   | +21.095                   | 9    |
| 8      | Raúl Fernández        | Aprilia  | 26   | +22.368                   | 8    |
| 9      | Franco Morbidelli     | Ducati   | 26   | +23.413                   | 7    |
| 10     | Marc Márquez          | Ducati   | 26   | +23.868                   | 6    |
| 11     | Jack Miller           | KTM      | 26   | +24.004                   | 5    |
| 12     | Fabio Quartararo      | Yamaha   | 26   | +24.057                   | 4    |
| 13     | Johann Zarco          | Honda    | 26   | +42.767                   | 3    |
| 14     | Augusto Fernández     | KTM      | 26   | +42.871                   | 2    |
| 15     | Miguel Oliveira       | Aprilia  | 26   | +44.429                   | 1    |
| 16     | Takaaki Nakagami      | Honda    | 26   | +46.246                   |      |
| 17     | Luca Marini           | Honda    | 26   | +1:10.937                 |      |
| DNF    | Pedro Acosta          | KTM      | 25   | Pád                       |      |
| DNF    | Joan Mir              | Honda    | 7    | Pád                       |      |
| DNF    | Marco Bezzecchi       | Ducati   | 6    | Technický problém po pádu |      |
| DNF    | Álex Rins             | Yamaha   | 0    | Pád                       |      |
| Zdroj  |                       |          |      |                           |      |

*Penalizace propuštění jedné pozice.

### Stav mistrovství po závodě
| 1 | Jorge Martín      | 200 | 1 | Ducati  | 278 | 1 | Ducati Lenovo Team                | 326 |
| 2 | Francesco Bagnaia | 190 | 2 | Aprilia | 156 | 2 | Prima Pramac Racing               | 239 |
| 3 | Marc Márquez      | 142 | 3 | KTM     | 154 | 3 | Gresini Racing MotoGP             | 204 |
| 4 | Enea Bastianini   | 136 | 4 | Yamaha  | 43  | 4 | Aprilia Racing                    | 200 |
| 5 | Maverick Viñales  | 118 | 5 | Honda   | 22  | 5 | Pertamina Enduro VR46 Racing Team | 137 |

## Moto2

### Trénink
Po pádech ve volných trénincích se Filip Salač a Joe Roberts nezúčastní závodu.

### Kvalifikace
Na následky zranění z pádu v 2. kvalifikaci se Xavi Cardelús nezúčastní závodu.
| *                                                   | *                                                       | *                                                 |
| _______1_______ Fermín Aldeguer Boscoscuro 1:35.269 |                                                         |                                                   |
|                                                     | _______2_______ Ai Ogura Boscoscuro 1:35.499            |                                                   |
|                                                     |                                                         | _______3_______ Sergio García Boscoscuro 1:35.623 |
| _______4_______ Manuel González Kalex 1:35.640      |                                                         |                                                   |
|                                                     | _______5_______ Alonso López Boscoscuro 1:35.745        |                                                   |
|                                                     |                                                         | _______6_______ Albert Arenas Kalex 1:35.824      |
| _______7_______ Tony Arbolino Kalex 1:35.873        |                                                         |                                                   |
|                                                     | _______8_______ Diogo Moreira Kalex 1:35.901            |                                                   |
|                                                     |                                                         | _______9_______ Jake Dixon Kalex 1:35.983         |
| _______10_______ Celestino Vietti Kalex 1:36.046    |                                                         |                                                   |
|                                                     | _______11_______ Senna Agius Kalex 1:36.130             |                                                   |
|                                                     |                                                         | _______12_______ Marcos Ramírez Kalex 1:36.139    |
| _______13_______ Arón Canet Kalex 1:36.157          |                                                         |                                                   |
|                                                     | _______14_______ Zonta van den Goorbergh Kalex 1:36.163 |                                                   |
|                                                     |                                                         | _______15_______ Darryn Binder Kalex 1:36.271     |
| _______16_______ Jeremy Alcoba Kalex 1:36.361       |                                                         |                                                   |
|                                                     | _______17_______ Somkiat Chantra Kalex 1:36.396         |                                                   |
|                                                     |                                                         | _______18_______ Izan Guevara Kalex 1:36.237      |
| _______19_______ Dennis Foggia Kalex 1:36.237       |                                                         |                                                   |
|                                                     | _______20_______ Bo Bendsneyder Kalex 1:36.284          |                                                   |
|                                                     |                                                         | _______21_______ Daniel Muñoz Kalex 1:36.393      |
| _______22_______ Marcel Schrötter Kalex 1:36.655    |                                                         |                                                   |
|                                                     | _______23_______ Barry Baltus Kalex 1:36.682            |                                                   |
|                                                     |                                                         | _______24_______ Ayumu Sasaki Kalex 1:36.799      |
| _______25_______ Mario Aji Kalex 1:36.920           |                                                         |                                                   |
|                                                     | _______26_______ Jaume Masià Kalex 1:37.252             |                                                   |
|                                                     |                                                         | _______27_______ Xavier Artigas Forward 1:37.254  |
| _______28_______ Álex Escrig Forward 1:37.595       |                                                         |                                                   |
| --------------------------------------------------- | ------------------------------------------------------- | ------------------------------------------------- |

Zdroj:

### Závod
| Pozice | Jezdec                  | Motocykl   | Kola | Čas       | Body |
| ------ | ----------------------- | ---------- | ---- | --------- | ---- |
| 1      | Ai Ogura                | Boscoscuro | 22   | 35:27.293 | 25   |
| 2      | Fermín Aldeguer         | Boscoscuro | 22   | +0.571    | 20   |
| 3      | Sergio García           | Boscoscuro | 22   | +4.252    | 16   |
| 4      | Jake Dixon              | Kalex      | 22   | +8.985    | 13   |
| 5      | Somkiat Chantra         | Kalex      | 22   | +9.949    | 11   |
| 6      | Tony Arbolino           | Kalex      | 22   | +10.069   | 10   |
| 7      | Marcos Ramírez          | Kalex      | 22   | +12.488   | 9    |
| 8      | Alonso López            | Boscoscuro | 22   | +12.592   | 8    |
| 9      | Manuel González         | Kalex      | 22   | +12.734   | 7    |
| 10     | Celestino Vietti        | Kalex      | 22   | +12.986   | 6    |
| 11     | Senna Agius             | Kalex      | 22   | +12.945*  | 5    |
| 12     | Dennis Foggia           | Kalex      | 22   | +14.689   | 4    |
| 13     | Jeremy Alcoba           | Kalex      | 22   | +17.047   | 3    |
| 14     | Bo Bendsneyder          | Kalex      | 22   | +17.623   | 2    |
| 15     | Darryn Binder           | Kalex      | 22   | +23.003   | 1    |
| 16     | Diogo Moreira           | Kalex      | 22   | +23.522   |      |
| 17     | Barry Baltus            | Kalex      | 22   | +29.642   |      |
| 18     | Marcel Schrötter        | Kalex      | 22   | +33.235   |      |
| 19     | Izan Guevara            | Kalex      | 22   | +33.311   |      |
| 20     | Daniel Muñoz            | Kalex      | 22   | +42.661   |      |
| 21     | Álex Escrig             | Forward    | 22   | +50.523   |      |
| 22     | Mario Aji               | Kalex      | 22   | +52.031   |      |
| 23     | Xavier Artigas          | Forward    | 22   | +52.469   |      |
| 24     | Jaume Masià             | Kalex      | 22   | +52.531   |      |
| DNF    | Ayumu Sasaki            | Kalex      | 7    | Pád       |      |
| DNF    | Arón Canet              | Kalex      | 5    | Pád       |      |
| DNF    | Albert Arenas           | Kalex      | 5    | Pád       |      |
| DNF    | Zonta van den Goorbergh | Kalex      | 4    | Pád       |      |
| Zdroj  |                         |            |      |           |      |

*Penalizace přepustění 1 pozice.

### Stav mistrovství po závodě
| Pohár jezdců | Pohár jezdců    | Pohár jezdců |      | Pohár konstruktérů | Pohár konstruktérů | Pohár konstruktérů |                               | Pohár týmů            | Pohár týmů | Pohár týmů |
| Poz.         | Jezdec          | Body         | Poz. | Konstruktér        | Body               | Poz.               | Tým                           | Body                  |            |            |
| ------------ | --------------- | ------------ | ---- | ------------------ | ------------------ | ------------------ | ----------------------------- | --------------------- | ---------- | ---------- |
| 1            | Sergio García   | 138          | 1    | Boscoscuro         | 179                | 1                  | MT Helmets – MSi              | 262                   |            |            |
| 2            | Ai Ogura        | 124          | 2    | Kalex              | 152                | 2                  | MB Conveyors Speed Up         | 170                   |            |            |
| 3            | Joe Roberts     | 115          | 3    | Forward            | 6                  | 3                  | OnlyFans American Racing Team | 159                   |            |            |
| 4            | Alonso López    | 87           |      |                    |                    |                    | 4                             | QJmotor Gresini Moto2 | 121        |            |
| 5            | Fermín Aldeguer | 83           | 5    | Fantic Racing      | 58                 |                    |                               |                       |            |            |

## Moto3

### Kvalifikace
| *                                               | *                                                 | *                                                  |
| _______1_______ Ángel Piqueras Honda 1:39.746   |                                                   |                                                    |
|                                                 | _______2_______ Taiyo Furusato Honda 1:39.820     |                                                    |
|                                                 |                                                   | _______3_______ Collin Veijer Husqvarna 1:40.055   |
| _______4_______ Iván Ortolá KTM 1:40.073        |                                                   |                                                    |
|                                                 | _______5_______ Ryusei Yamanaka KTM 1:40.113      |                                                    |
|                                                 |                                                   | _______6_______ Stefano Nepa KTM 1:40.146          |
| _______7_______ José Antonio Rueda KTM 1:40.189 |                                                   |                                                    |
|                                                 | _______8_______ Adrián Fernández Honda 1:40.254   |                                                    |
|                                                 |                                                   | _______9_______ Joel Esteban CFMoto 1:40.284       |
| _______10_______ Luca Lunetta Honda 1:40.298    |                                                   |                                                    |
|                                                 | _______11_______ David Muñoz KTM 1:40.379         |                                                    |
|                                                 |                                                   | _______12_______ Tatsuki Suzuki Husqvarna 1:40.392 |
| _______13_______ David Alonso CFMoto 1:40.457   |                                                   |                                                    |
|                                                 | _______14_______ Joel Kelso KTM 1:40.468          |                                                    |
|                                                 |                                                   | _______15_______ Daniel Holgado Gas Gas 1:40.476   |
| _______16_______ Matteo Bertelle Honda 1:40.735 |                                                   |                                                    |
|                                                 | _______17_______ Scott Ogden Honda 1:41.139       |                                                    |
|                                                 |                                                   | _______18_______ David Almansa Honda 1:41.570      |
| _______19_______ Riccardo Rossi KTM 1:41.028    |                                                   |                                                    |
|                                                 | _______20_______ Jacob Roulstone Gas Gas 1:41.063 |                                                    |
|                                                 |                                                   | _______21_______ Xabi Zurutuza KTM 1:41.152        |
| _______22_______ Nicola Carraro KTM 1:41.497    |                                                   |                                                    |
|                                                 | _______23_______ Filippo Farioli Honda 1:41.548   |                                                    |
|                                                 |                                                   | _______24_______ Joshua Whatley Honda 1:42.025     |
| _______25_______ Noah Dettwiler KTM 1:42.264    |                                                   |                                                    |
|                                                 | _______26_______ Tatchakorn Buasri Honda 1:42.411 |                                                    |
| ----------------------------------------------- | ------------------------------------------------- | -------------------------------------------------- |

Zdroj:

### Závod
| Pozice | Jezdec             | Motocykl  | Kola | Čas       | Body |
| ------ | ------------------ | --------- | ---- | --------- | ---- |
| 1      | Iván Ortolá        | KTM       | 20   | 33:45.971 | 25   |
| 2      | Collin Veijer      | Husqvarna | 20   | +0.012    | 20   |
| 3      | David Muńoz        | KTM       | 20   | +2.197    | 16   |
| 4      | José Antonio Rueda | KTM       | 20   | +2.430    | 13   |
| 5      | David Alonso       | CFMoto    | 20   | +2.460    | 11   |
| 6      | Luca Lunetta       | Honda     | 20   | +2.487    | 10   |
| 7      | Adrián Fernández   | Honda     | 20   | +2.531    | 9    |
| 8      | Ángel Piqueras     | Honda     | 20   | +2.689    | 8    |
| 9      | Stefano Nepa       | KTM       | 20   | +2.877    | 7    |
| 10     | Ryusei Yamanaka    | KTM       | 20   | +2.932    | 6    |
| 11     | Daniel Holgado     | Gas Gas   | 20   | +5.067    | 5    |
| 12     | Joel Kelso         | KTM       | 20   | +9.420    | 4    |
| 13     | Taiyo Furusato     | Honda     | 20   | +20.016   | 3    |
| 14     | Jacob Roulstone    | Gas Gas   | 20   | +27.868   | 2    |
| 15     | Joel Esteban       | CFMoto    | 20   | +27.940   | 1    |
| 16     | Nicola Carraro     | KTM       | 20   | +28.140   |      |
| 17     | Scott Ogden        | Honda     | 20   | +28.201   |      |
| 18     | Riccardo Rossi     | KTM       | 20   | +28.261   |      |
| 19     | Xabi Zurutuza      | KTM       | 20   | +31.102   |      |
| 20     | Tatchakorn Buasri  | Honda     | 20   | +32.446   |      |
| 21     | Matteo Bertelle    | Honda     | 20   | +33.731   |      |
| 22     | Filippo Farioli    | Honda     | 20   | +33.878   |      |
| 23     | Noah Dettwiler     | KTM       | 20   | +48.306   |      |
| 24     | Joshua Whatley     | Honda     | 20   | +52.844   |      |
| DNF    | David Almansa      | Honda     | 14   | Pád       |      |
| DNF    | Tatsuki Suzuki     | Husqvarna | 2    | Pád       |      |
| Zdroj  |                    |           |      |           |      |

### Stav mistrovství po závodě
| 1 | David Alonso   | 154 | 1 | CFMoto    | 154 | 1 | CFMoto Valresa Aspar Team      | 190 |
| 2 | Collin Veijer  | 115 | 2 | KTM       | 138 | 2 | MT Helmets – MSi               | 167 |
| 3 | Daniel Holgado | 111 | 3 | Husqvarna | 125 | 3 | Red Bull GasGas Tech3          | 155 |
| 4 | Iván Ortolá    | 105 | 4 | Gas Gas   | 116 | 4 | Liqui Moly Husqvarna Intact GP | 146 |
| 5 | David Muñoz    | 76  | 5 | Honda     | 90  | 5 | Boé Motorsports                | 126 |

## MotoE

### Kvalifikace
Startovní rošt byl stejný pro oba závody.
| *                                                  | *                                                 | *                                                |
| _______1_______ Alessandro Zaccone Ducati 1:39.444 |                                                   |                                                  |
|                                                    | _______2_______ Héctor Garzó Ducati 1:39.782      |                                                  |
|                                                    |                                                   | _______3_______ Kevin Zannoni Ducati 1:40.015    |
| _______4_______ Jordi Torres Ducati 1:40.108       |                                                   |                                                  |
|                                                    | _______5_______ Nicholas Spinelli Ducati 1:40.150 |                                                  |
|                                                    |                                                   | _______6_______ Eric Granado Ducati 1:40.152     |
| _______7_______ Lukas Tulovic Ducati 1:40.407      |                                                   |                                                  |
|                                                    | _______8_______ Miquel Pons Ducati 1:40.419       |                                                  |
|                                                    |                                                   | _______9_______ Mattia Casadei Ducati 1:40.707   |
| _______10_______ Andrea Mantovani Ducati 1:41.248  |                                                   |                                                  |
|                                                    | _______11_______ Oscar Gutiérrez Ducati 1:40.025  |                                                  |
|                                                    |                                                   | _______12_______ Massimo Roccoli Ducati 1:40.104 |
| _______13_______ Matteo Ferrari Ducati 1:40.293    |                                                   |                                                  |
|                                                    | _______14_______ Alessio Finello Ducati 1:41.013  |                                                  |
|                                                    |                                                   | _______15_______ Chaz Davies Ducati 1:41.276     |
| _______16_______ Maria Herrera Ducati 1:41.644     |                                                   |                                                  |
|                                                    | _______17_______ Kevin Manfredi Ducati 1:41.775   |                                                  |
|                                                    |                                                   | _______18_______ Armando Pontone Ducati 1:42.674 |
| -------------------------------------------------- | ------------------------------------------------- | ------------------------------------------------ |

Zdroj:

### 1. závod
| Pozice | Jezdec             | Kola | Čas                             | Body |
| ------ | ------------------ | ---- | ------------------------------- | ---- |
| 1      | Héctor Garzó       | 7    | 11:48.283                       | 25   |
| 2      | Oscar Gutiérrez    | 7    | +0.425                          | 20   |
| 3      | Jordi Torres       | 7    | +1.101                          | 16   |
| 4      | Miquel Pons        | 7    | +2.295                          | 13   |
| 5      | Matteo Ferrari     | 7    | +3.219                          | 11   |
| 6      | Massimo Roccoli    | 7    | +3.265                          | 10   |
| 7      | Lukas Tulovic      | 7    | +5.456                          | 9    |
| 8      | Alessio Finello    | 7    | +7.037                          | 8    |
| 9      | Chaz Davies        | 7    | +7.460                          | 7    |
| 10     | Kevin Manfredi     | 7    | +17.322                         | 6    |
| 11     | Maria Herrera      | 7    | +23.164                         | 5    |
| 12     | Armando Pontone    | 7    | +23.414                         | 4    |
| 13     | Kevin Zannoni      | 7    | +1:36.595                       | 3    |
| DNC*   | Andrea Mantovani   | 4    | Neklasifikován                  |      |
| DNF    | Eric Granado       | 6    | Pád                             |      |
| DNF    | Nicholas Spinelli  | 5    | Pád                             |      |
| DNF    | Mattia Casadei     | 0    | Pád                             |      |
| DSQ    | Alessandro Zaccone | 0    | Nedodržení technických předpisů |      |
| Zdroj  |                    |      |                                 |      |

*Neklasifikován pro neujetí potřebné vzdálenosti závodu.

### 2. závod
| Pozice | Jezdec             | Kola | Čas       | Body |
| ------ | ------------------ | ---- | --------- | ---- |
| 1      | Alessandro Zaccone | 7    | 11:46.902 | 25   |
| 2      | Oscar Gutiérrez    | 7    | +1.909    | 20   |
| 3      | Héctor Garzó       | 7    | +2.113    | 16   |
| 4      | Lukas Tulovic      | 7    | +2.252    | 13   |
| 5      | Jordi Torres       | 7    | +2.642    | 11   |
| 6      | Miquel Pons        | 7    | +3.415    | 10   |
| 7      | Kevin Zannoni      | 7    | +3.083*   | 9    |
| 8      | Mattia Casadei     | 7    | +3.566    | 8    |
| 9      | Matteo Ferrari     | 7    | +3.916    | 7    |
| 10     | Massimo Roccoli    | 7    | +5.105    | 6    |
| 11     | Alessio Finello    | 7    | +6.282    | 5    |
| 12     | Eric Granado       | 7    | +6.859    | 4    |
| 13     | Maria Herrera      | 7    | +9.004    | 3    |
| 14     | Andrea Mantovani   | 7    | +14.840   | 2    |
| 15     | Kevin Manfredi     | 7    | +16.602   | 1    |
| 16     | Armando Pontone    | 7    | +17.716   |      |
| DNF    | Chaz Davies        | 4    | Pád       |      |
| DNF    | Nicholas Spinelli  | 0    | Pád       |      |
| Zdroj  |                    |      |           |      |

*Penalizace přepuštění 1 pozice.

### Stav mistrovství po závodě
| Pohár jezdců | Pohár jezdců      | Pohár jezdců |      | Pohár týmů               | Pohár týmů | Pohár týmů |
| Poz.         | Jezdec            | Body         | Poz. | Tým                      | Body       |            |
| ------------ | ----------------- | ------------ | ---- | ------------------------ | ---------- | ---------- |
| 1            | Mattia Casadei    | 140          | 1    | Openbank Aspar Team      | 215        |            |
| 2            | Kevin Zannoni     | 138          | 2    | LCR E-Team               | 214        |            |
| 3            | Oscar Gutiérrez   | 137          | 3    | Axxis – MSi              | 201        |            |
| 4            | Nicholas Spinelli | 129          | 4    | Dynavolt Intact GP MotoE | 199        |            |
| 5            | Héctor Garzó      | 99           | 5    | Tech3 E-Racing           | 187        |            |